# هریپسیمه گیوزلزیان
هریپسیمه گیولزیان (ارمنی: Հռիփսիմե Գյուլեզյան؛  ۴ آوریل ۱۹۹۱) یک بازیگر و خواننده اهل ارمنستان بود. وی از سال ۲۰۱۳ میلادی تا کنون مشغول فعالیت می‌باشد.

## زندگی‌نامه
وی در ۴ آوریل ۱۹۹۱ در ایروان به دنیا آمد و از انستیتو بین‌المللی اسلاویک گ. درژاوین مسکو فارغ‌التحصیل شد. 

## یادداشت
1. ↑  Գ․ Դերժավինի անվան միջազգային սլավոնական ինստիտուտ